# Lèmur volador malai
El lèmur volador malai (Galeopterus variegatus) és una espècie de lèmur volador, que viu al sud-est asiàtic a Indonèsia, Tailàndia, Malàisia i Singapur. Malgrat el seu nom, no és un lèmur; de fet no és ni tan sols un primat. Es tracta del dermòpter de majors dimensions.